# Термолі
Термолі (італ. Termoli) — муніципалітет в Італії, у регіоні Молізе, провінція Кампобассо.
Термолі розташоване на відстані близько 210 км на схід від Рима, 55 км на північний схід від Кампобассо.
Населення — 33 576 осіб (2014).
Щорічний фестиваль відбувається 4 серпня. Покровитель — San Basso, San Timoteo.

## Демографія
Населення за роками:

Станом на 1 січня 2023 року в муніципалітеті офіційно проживало 1219 іноземців з 78 країн, серед них 536 громадян країн Євросоюзу та 87 громадян України.

## Сусідні муніципалітети
- Кампомарино
- Гульйонезі
- Петаччато
- Портоканноне
- Сан-Джакомо-дельї-Ск'явоні